# 巢鳴盛
巢鸣盛（1611年—1680年），字端明，号崆峒、又号止园。浙江嘉兴人。

## 生平
五歲而孤，事母至孝。博通群書，崇祯九年（1636年）中舉。明亡後隱居，绕屋種滿葫蘆，凡十餘種，家中所用器皿，盡以瓠爲之。不入城市凡三十七年，與妻錢氏以耕織自活。與吴中徐枋、宣城沈寿民合稱海内三遗民。康熙十九年（1680年）卒。私諡貞孝先生。

## 著作
有《永思草堂集》、《老圃良言》等。